# Narkina 5
"Narkina 5" es el octavo episodio de la primera temporada de la serie de televisión estadounidense Andor, basada en Star Wars creada por George Lucas y spin-off precuela de Rogue One. Fue escrito por Beau Willimon y dirigido por Toby Haynes.
El episodio está protagonizado por Diego Luna como Cassian Andor, quien repite su papel de la película derivada, Rogue One (2016). Haynes fue contratado en septiembre de 2020 después de un retraso en la producción debido a la pandemia de COVID-19, y Tony Gilroy se unió a la serie como showrunner a principios de 2019, reemplazando a Stephen Schiff. Ambos son productores ejecutivos junto a Luna y Kathleen Kennedy.
"Narkina 5" se estrenó en Disney+ el 26 de octubre de 2022.

## Trama
En Coruscant, Syrill es llevado a la OSI donde Meero le pregunta sobre sus experiencias en Ferrix, sabiendo que ha falsificado informes en la oficina para buscar a Andor. Meero agradece su colaboración pero rechaza la oferta de Syrill de ayudar con su investigación, aunque Syrill trata de persuadir que puede ser un valioso activo. Meero presenta su informe y plantea que Andor es parte de una red de robos de equipos imperiales liderados por un "Eje" (Axis, en idioma original) y propone su captura inmediata.
Después de ser sentenciado a 6 años de cárcel, Cassian es llevado a una prisión ubicada en el medio del agua en la luna Narkina 5; es asignado a la Unidad 5-2-D donde es recibido por Kino Loy, un recluso que se desempeña como el gerente del piso. Le informa que la prisión es una fabrica de industria pesada donde se trabaja en extenuantes turnos y se compite por la productividad, aunque le advierte que si no cumple el trabajo, pueden ser castigados a través del piso de la prisión que cambia de temperatura abruptamente. Aunque queda abrumado por las condiciones en las que están, pasados 30 días se adapta al trabajo con cientos de otros prisioneros como Ulaf, Xaul, Jemboc y Ruescott Melshi. 
En Ferrix, Vel y Cinta se han instalado para buscar a Cassian, pero deben separarse un tiempo para no levantar sospechas, revelando que han sido pareja durante estos años. Maarva se enferma y es cuidada por Bix y Brasso; Bix intenta contactar a Luthen sobre el paradero de Cassian, pero Luthen, preocupado por estar expuesto a alguien que monitorea las comunicaciones, no responde y corta el contacto con el planeta. Luego deja Coruscant para encontrarse en el planeta Segra Milo con el líder rebelde Saw Gerrera. Rael intenta contratar a la célula rebelde de Gerrera para que actúe como apoyo aéreo en un ataque a una central eléctrica imperial en Spellhaus organizado por Anto Kreegyr, pero es rechazado.
Al día siguiente Bix descubre que Salman Paak, el dueño de la radio donde se comunicaba ha sido detenido y pronto es perseguida y detenida por los imperiales al saber del contacto que hizo con Luthen; es llevada al cuartel para ser interrogada y siendo recibida por Meero.

## Producción

### Desarrollo
El CEO de Disney, Bob Iger, anunció en febrero de 2018 que había varias series de Star Wars en desarrollo,  y en noviembre se reveló que una de ellas sería una precuela de la película Rogue One (2016). La serie fue descrita como un programa de suspenso de espías centrado en el personaje Cassian Andor, con Diego Luna retomando su papel de la película.  Jared Bush desarrolló originalmente la serie, escribiendo un guion piloto y una biblia de la serie para el proyecto.  A fines de noviembre, Stephen Schiff se desempeñaba como productor ejecutivo y productor ejecutivo de la serie.  Tony Gilroy, quien fue acreditado como coguionista de Rogue One y supervisó extensas regrabaciones de la película,  se unió a la serie a principios de 2019 cuando discutió los primeros detalles de la historia con Luna.  La participación de Gilroy se reveló en octubre, cuando estaba listo para escribir el primer episodio, dirigir varios episodios y trabajar junto a Schiff;  Gilroy había reemplazado oficialmente a Schiff como showrunner en abril de 2020.  Para entonces, se habían llevado a cabo seis semanas de preproducción de la serie en el Reino Unido, pero esto se detuvo y la producción de la serie se retrasó debido a la pandemia de COVID-19.   La preproducción había comenzado nuevamente en septiembre antes del inicio planificado de la filmación el próximo mes. En ese momento, Gilroy, que reside en Nueva York, decidió no viajar al Reino Unido para la producción de la serie debido a la pandemia y, por lo tanto, no pudo dirigir el primer episodio de la serie. En cambio, se contrató a Toby Haynes, con sede en el Reino Unido, que ya estaba "alto en la lista" de posibles directores de la serie, para dirigir los primeros tres episodios. Gilroy seguiría siendo productor ejecutivo y showrunner.  En diciembre de 2020, se reveló que Luna sería productor ejecutivo de la serie. 
El octavo episodio, titulado "Narkina 5", fue escrito por Beau Willimon.

### Escritura
Después del episodio independiente "Announcement", Andor reanudó su estructura de un arco narrativo de tres episodios. El arco de la tercera historia presenta a Andor encarcelado dentro de Narkina 5 y animando a sus encarcelados a escapar. Antes de filmar la interacción entre Saw Gerrera y Luthen Rael, el actor Forest Whitaker llamó al director Toby Haynes para hacerle preguntas sobre los cristales Kyber y los elementos generales de la historia. El episodio también muestra una relación romántica entre Vel y Cinta, lo que la convierte en la primera representación de una relación entre personas del mismo sexo en la franquicia. Gilroy había declarado que el equipo creativo lo había abordado de manera normal, como lo haría con otras relaciones, y continuó comentando que "en realidad era un poco más Jane que muchas otras relaciones en el programa". Gilroy no había recibido ningún "rechazo" de Lucasfilm. Haynes también había reiterado declaraciones similares, diciendo que "realmente se trata de transmitir lo que está en la página para que se sienta impactante" y quería representar adecuadamente su relación en la pantalla según el guion.

### Rodaje
El rodaje comenzó en Londres, Inglaterra, a finales de noviembre de 2020, con la producción basada en Pinewood Studios.   La serie fue filmada bajo el título provisional Pilgrim,  y fue la primera serie de Star Wars de acción en vivo que no hizo uso de la tecnología de fondo digital StageCraft. Los lugares de rodaje incluyeron Black Park en Buckinghamshire, Inglaterra para las escenas retrospectivas, así como en Middle Peak Quarry en Derbyshire, Inglaterra.  Denise Gough había comenzado a filmar sus primeras escenas en los sets de Ferrix con dos Death Troopers, que luego terminaron en el episodio. Además, el rodaje de Ferrix se había producido durante enero, cuando el clima era frío. El interior y el exterior de los sets de Maarva habían sido conectados y también estaban fríos, lo que resultó en que el aliento de Fiona Shaw fuera visible al hablar. Haynes disfrutó dirigiendo la escena en la que Luthen Rael intenta reclutar a la célula rebelde de Gael para que la apoye en una incursión. Tanto Stellan Skarsgård como Forest Whitaker habían ensayado la escena antes de la filmación, y Haynes dijo: "Realmente se pelearon el uno con el otro, y había una tensión increíble en la sala mientras leían esta escena". El discurso en sí también requirió muchas tomas, ya que el equipo de producción tuvo que "deconstruir lo que hicieron, de manera espontánea y natural" y esperar hasta encontrar un "tono" con el que estuvieran satisfechos. Los actores repitieron el discurso muchas veces, ya que Haynes tuvo la idea de terminarlo con un "primer plano extremo" del rostro de Forest.

### Música
Nicholas Britell compuso la partitura musical del episodio.  La banda sonora del episodio se lanzó en noviembre de 2022 como parte del segundo volumen de la serie. 

## Lanzamiento
"Narkina 5" se estrenó en Disney+ el 26 de octubre de 2022. 

## Recepción

### Respuesta crítica
El sitio web del agregador de reseñas Rotten Tomatoes informa un índice de aprobación del 94%, basado en 18 reseñas. El consenso crítico del sitio dice: ""Narkina 5" repite algunos de los mismos ritmos que las entregas anteriores, pero su descripción desgarradora del encarcelamiento de Cassian Andor lo convierte en un capítulo dramáticamente sólido".